# FM Sergipe
FM Sergipe é uma emissora de rádio brasileira sediada em Aracaju, capital do estado de Sergipe. Opera no dial FM, na frequência 95.9 MHz. Pertence à Rádio Televisão de Sergipe, da empresária Lourdes Franco, que também controla a TV Sergipe.
Em 31 de agosto de 2017, é anunciado que a Rede Integração, baseada em Uberlândia, Minas Gerais, e responsável pela gestão de parte das afiliadas da Rede Globo no estado, estava negociando 49% das ações da Rádio Televisão de Sergipe, responsável pela FM Sergipe e sua co-irmã TV Sergipe, por um valor estimado em R$ 48.000.000. Face os problemas administrativos ocorridos nos últimos anos, além da demissão de profissionais, a intenção de venda do grupo já era manifestada pelo proprietário da emissora, Albano Franco. No entanto, Lourdes Franco, viúva do ex-sócio da emissora, Augusto César Franco e dona de 50% das ações possuía preferência em caso de venda do grupo. Em 4 de dezembro, os 50% que cabiam a Albano Franco foram vendidos para Lourdes, que juntamente com sua filha Carolina Franco tornaram-se proprietárias da FM Sergipe e da TV Sergipe.

## Programas
- Viva Feliz
- Linha Direta
- As 10 Mais
- Super Tarde 95
- Junto e Misturado
- Conectado
- Toca Tudo 95
- Balada 95
- Aju Fest
- Agitos 95
- Área Vip
- Domingo Especial
- Mistura Brasileira
- Na Gandaia
- Show da Madrugada
- Good Times
- Vida Nova

## Equipe de Locutores
- Adjan Souza
- Adriana Silva (Amada)
- Edílson Vieira
- Fábio Gama
- José Fábio (Fábio Pan)
- Marcelo Oliveira
- Ricardo Francisco (Ricardo Pop)
- Silvio Silveta